# Anneslia peninsularis
Anneslia peninsularis là một loài thực vật có hoa trong họ Đậu. Loài này được (Rose) Britton & Rose mô tả khoa học đầu tiên năm 1928.